# Potentilla pensylvanica
Potentilla pensylvanica är en rosväxtart som beskrevs av Carl von Linné. Potentilla pensylvanica ingår i Fingerörtssläktet som ingår i familjen rosväxter. Utöver nominatformen finns också underarten P. p. litoralis.

## Bildgalleri

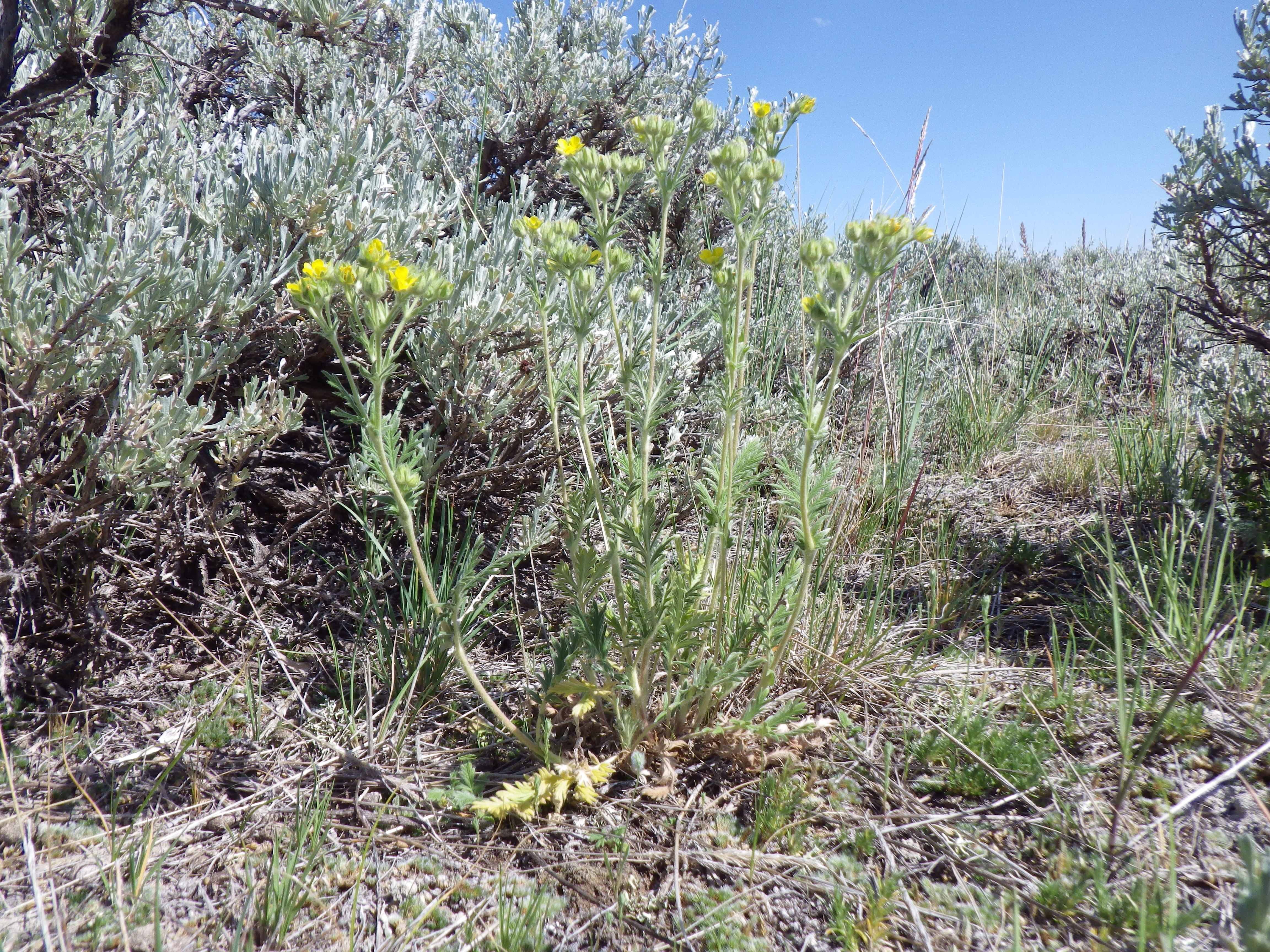
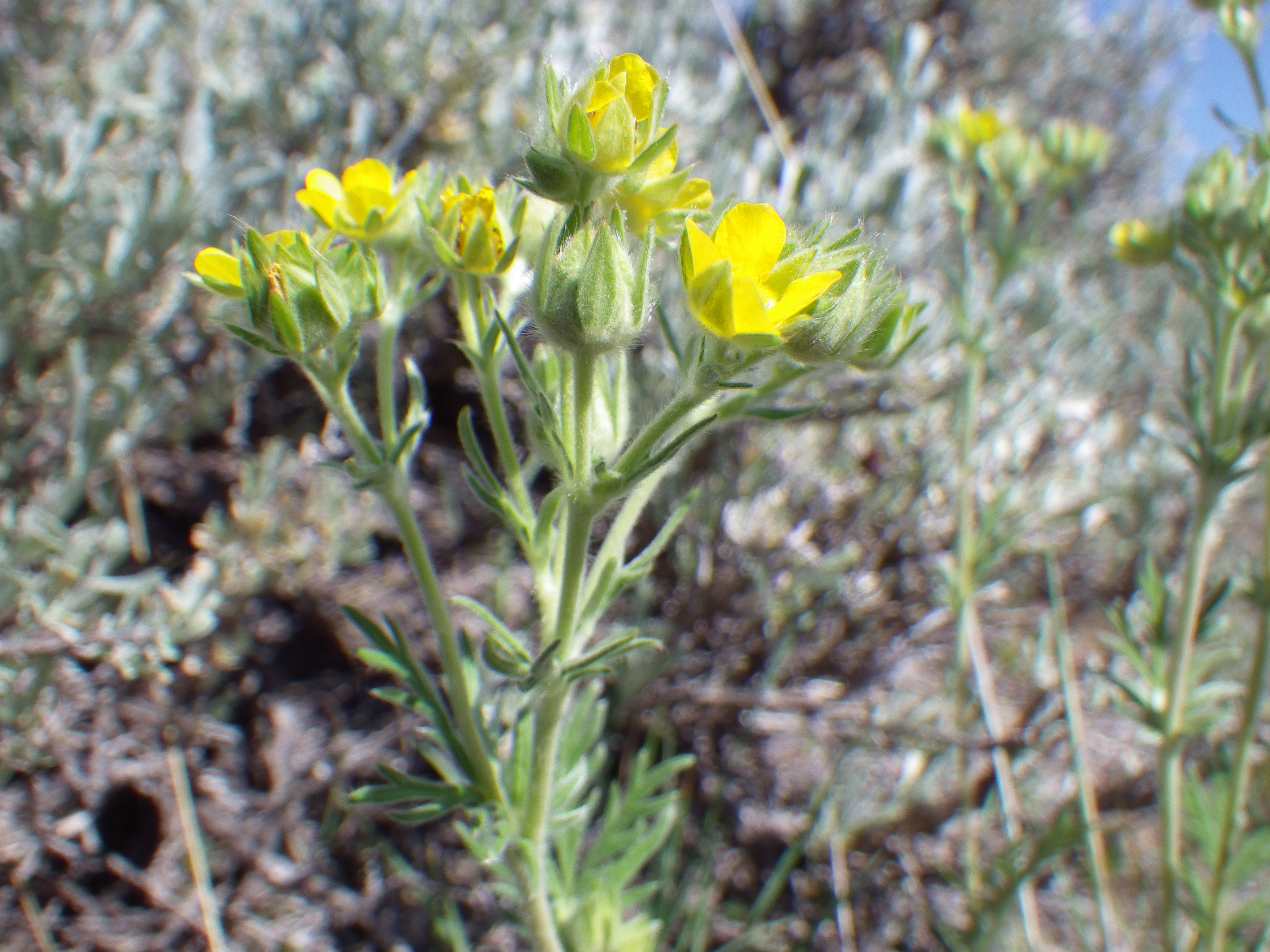
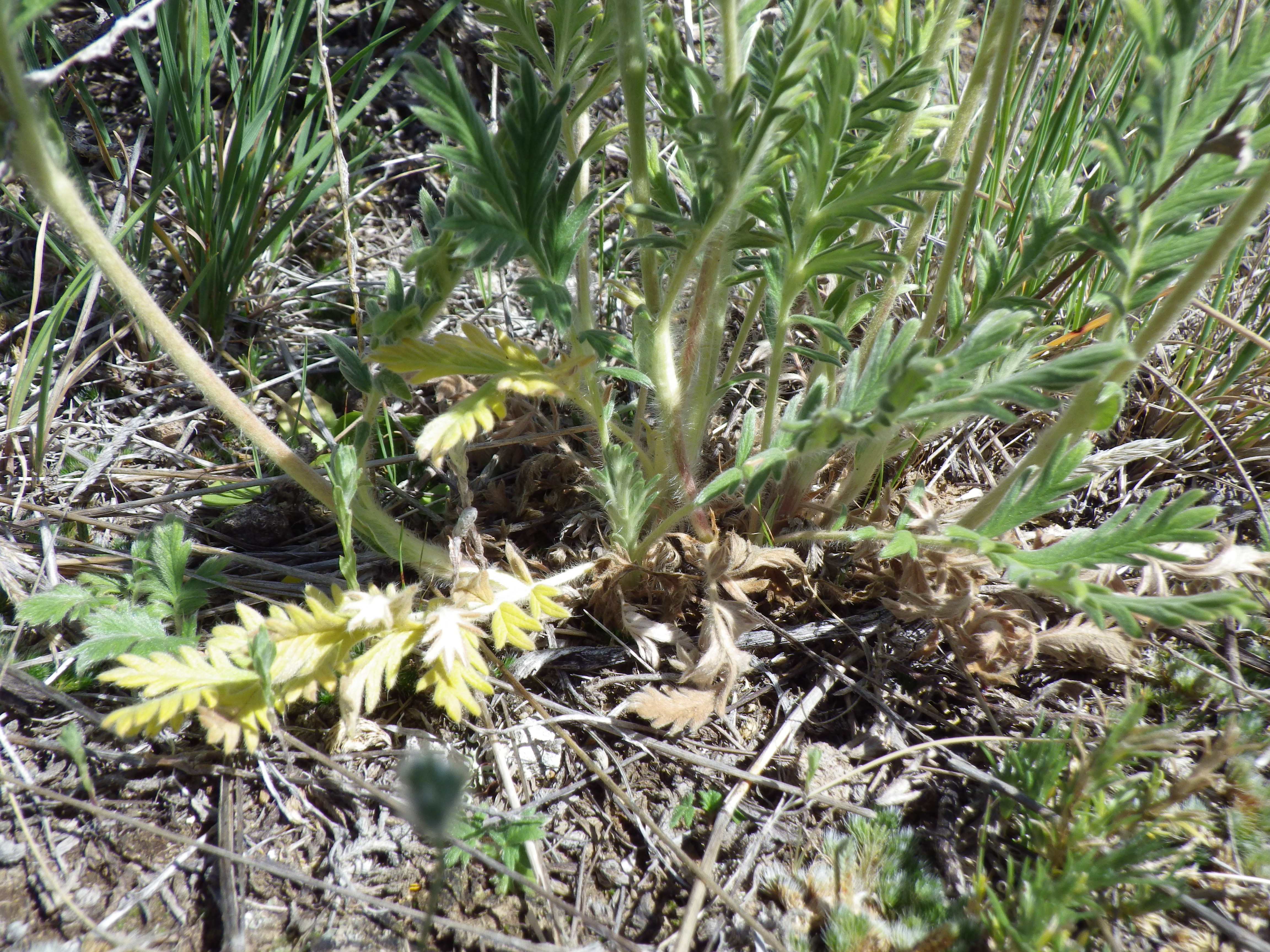
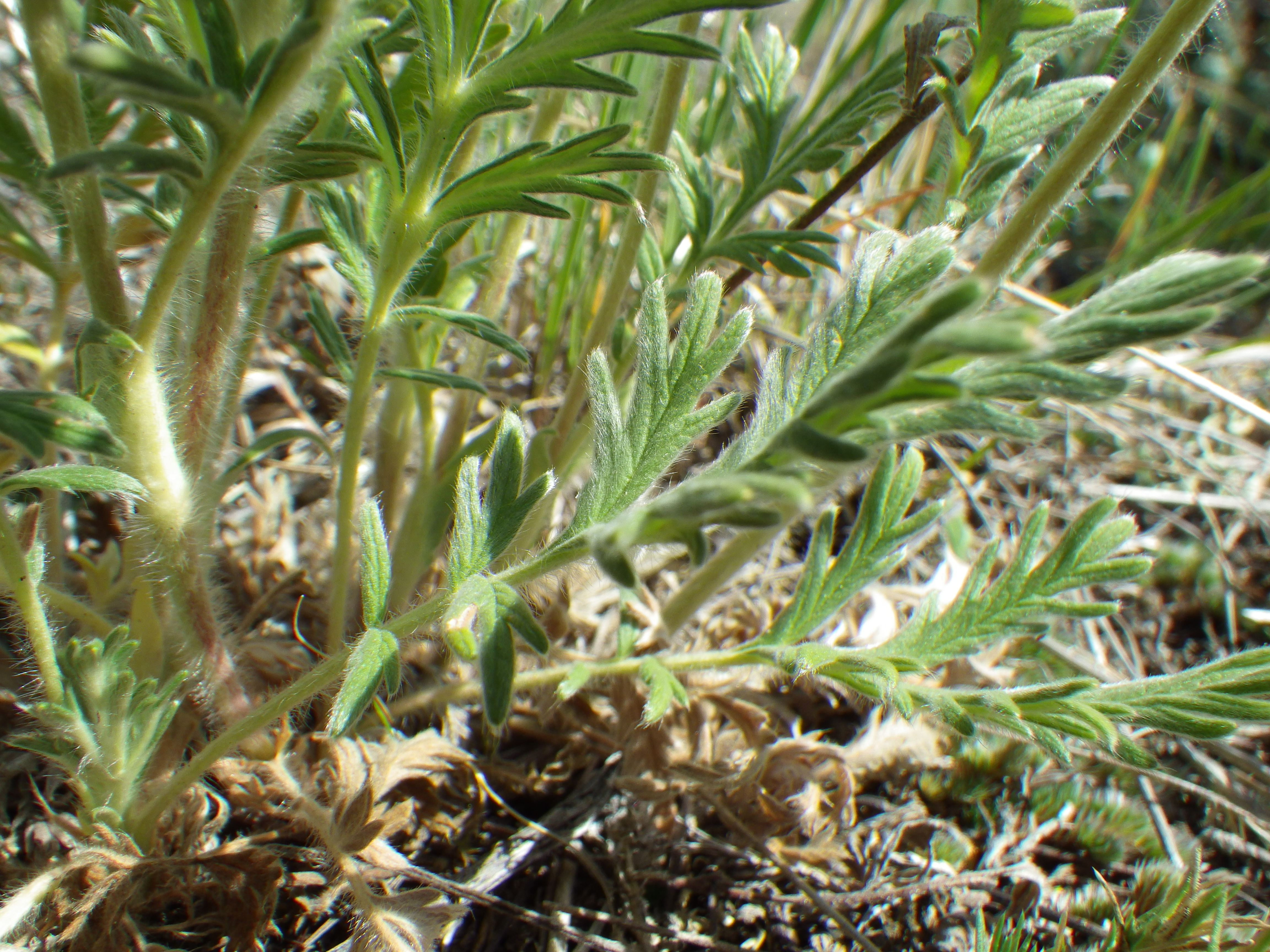
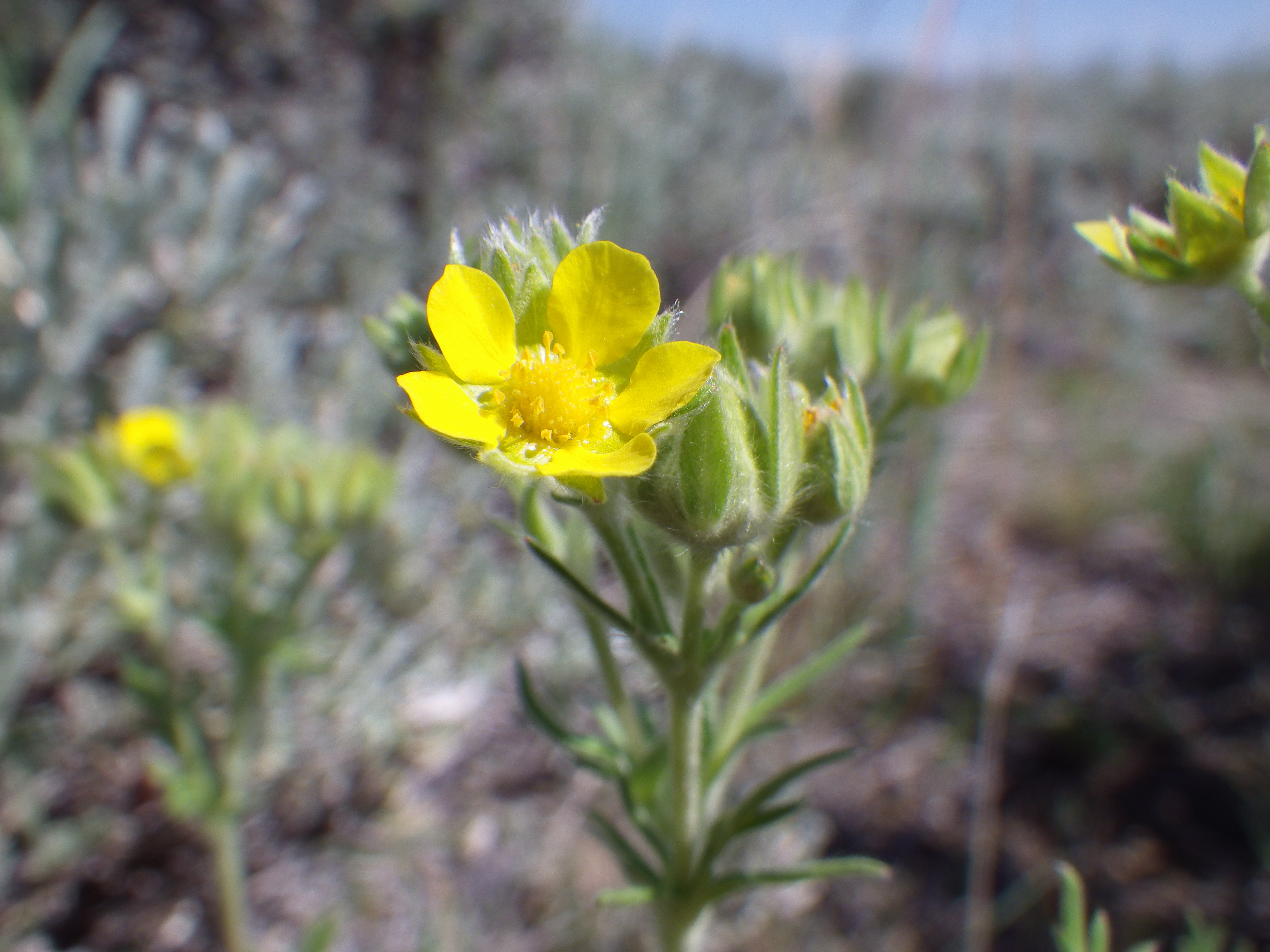
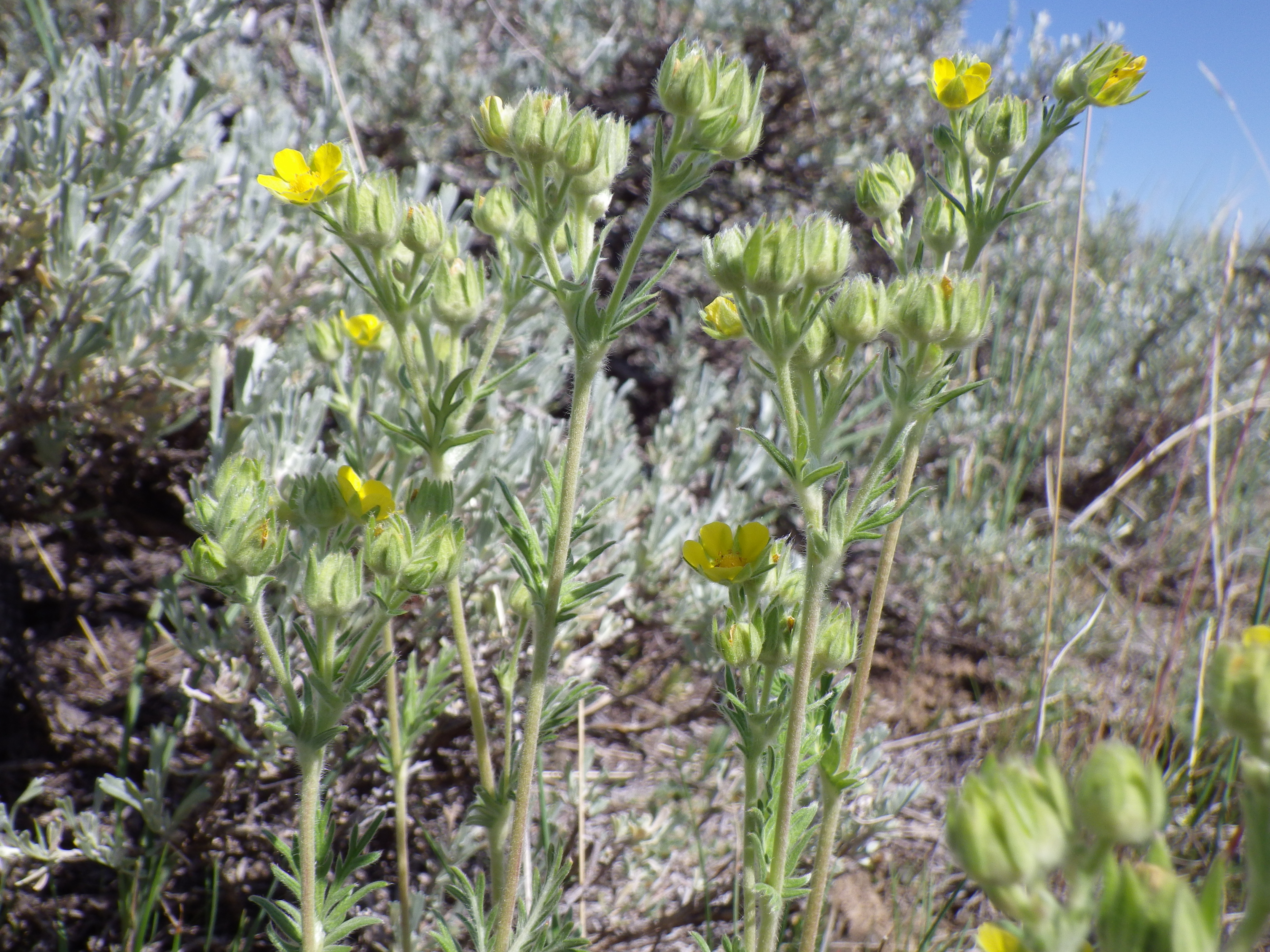